# Sami Savio
Sami Juhani Savio, född 23 september 1975 i Mäntyharju, är en finländsk politiker (sannfinländare). Han är ledamot av Finlands riksdag sedan 2015.
Savio blev invald i riksdagsvalet 2015 med 5 270 röster från Birkalands valkrets.

## Utmärkelser
- Riddartecknet av I klass av Finlands Lejons orden,  6 december 2023[3]

[Redigera Wikidata]